# Balagna

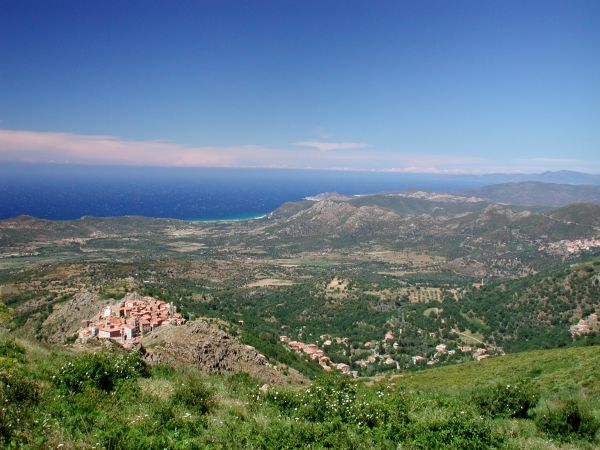
Vista de la Balagna

La Balagna és una regió de l'Alta Còrsega, situada sobre la costa nord-oest de l'illa. S'estén entre Nebbio (desert de les Agriates) que delimita l'Ostriconi, el país de Sevi-in-Fora a Còrsega del Sud i el massís del Monte Cinto. Les viles principals són Calvi i L'Île-Rousse.
La Balagna és formada per nombroses contrades al nord-est de Còrsega: 
- Giunssani s'estén des del Col de San Colombano sobre la R 2197 fins al fons de la vall del Tartagine Melajia, dins un vast circ de muntanyes format pel Monte Grosso (1937 m), la Punta Radiche (2012 m), Capu a u Dente (2029 m), Monte Corona (2144 m), Capu a u Corbu (2082 m) Cima di a Statoghia (2305 m) i Monte Padro (2390 m).

Les villes de Pioggiola, Olmi Cappella, Mausoleo i Vallica són situades al nord del riu Tartagine, a la part baixa del forest domanial de Tartagine Malaja.
- Filosorma correspon al planell del petit riu Fango. Els municipis de Galeria i Manso formen part del cantó de Calenzana.

Indret natural de la Vall del Fangu, la desembocadura del Fangu és un d'una gran riquesa biològica : ocells, amfibis, rèptils, etc. La Reserva de Biosfera de la Vall del Fangu s'estén fins a la muntanya, als límits del municipi de Manso. Fou creada el 1977, una de les primeres de França, i s'estén des de la Mediterrània fins al naixement del Fangu, a 2.556 metres.
- Els Paesi d'Ostriconi comprenen els municipis de Palasca, Novella, Urtaca, Lama, Pietralba. Els tres darrers són travessats per la carretera nacional 197 de Ponte-Leccia a Calvi. Una nova carretera anomenada Balanina, vorejant el petit riu costaner L'Ostriconi fins al mar, ha retallat el trajecte en temps i distància.

- La Balagna pròpiament dita, sota la zona del litoral després del Fangu cap a l'Ostriconi, la vall del Regino amb l'aglomeració d'Ile-Rousse, la planura de Calvi Calenzana, amb totes les poblacions de la zona.

La Balagna és formada pels municipis
| - Algajola - Aregno - Avapessa - Belgodère - Calenzana - Calvi - Cateri - Corbara - Costa | - Feliceto - Galéria - L'Île-Rousse - Lavatoggio - Lumio - Manso - Mausoléo - Moncale | - Montegrosso - Monticello - Muro - Nessa - Novella - Occhiatana - Olmi-Cappella - Palasca | - Pigna - Pioggiola - Sant'Antonino - Santa-Reparata-di-Balagna - Speloncato - Vallica - Ville-di-Paraso - Zilia |